# Associated Students of the University of Washington
Az Associated Students of the University of Washington a Washingtoni Egyetem hallgatói szervezete, amely 1906 áprilisában jött létre. Ügyeiről a szenátus dönt.

## Diverzitás
A szervezetben különböző csoportok (például fekete bőrűek vagy közel-keletiek csoportja) működnek az elnyomás ellen. A 2015-ös halloweenkor a hallgatók jelmezeken keresztül üzentek a sztereotípiák ellen, amely a The New York Times figyelmét is felkeltette.

## Igazgatótanács
A tizenkét tagú igazgatótanács az alábbi pozíciókból áll:
- Igazgató
- Igazgatóhelyettes
- Személyi vezető
- Kommunikációs vezető
- Pénzügyi vezető
- Egyetemi ügyekért felelős vezető
- Belső szabályzatokért felelős vezető
- Diverzitásért felelős vezető
- Partnerkapcsolati vezető
- Programfelelős
- Közösségi kapcsolatokért felelős vezető
- A szenátus alelnöke

## Elért eredmények
A szervezet nevéhez fűződik kedvezményes seattle-i tömegközlekedési bérlet (U-Pass), emellett részt vesznek a fogyatékkal élők támogatásában, és a szexuális zaklatások áldozatainak is segítséget nyújtanak.

## Fordítás
- Ez a szócikk részben vagy egészben  az   Associated Students of the University of Washington című angol Wikipédia-szócikk ezen változatának fordításán alapul.  Az eredeti cikk szerkesztőit annak laptörténete sorolja fel. Ez a jelzés csupán a megfogalmazás eredetét és a szerzői jogokat jelzi, nem szolgál a cikkben szereplő információk forrásmegjelöléseként.